# Список полков, дивизионов и батальонов, преобразованных в гвардейские за боевые заслуги во время Сталинградской битвы
Список полков, дивизионов и батальонов, преобразованных в гвардейские за боевые заслуги во время Сталинградской битвы — список частей РККА, преобразованных в гвардейские за мужество, героизм и боевые заслуги проявленные во время Сталинградской битвы.
Сталинградская битва проходила с 17 июля 1942 года по 2 февраля 1943 года. За это время в ней приняло участие большое количество частей и соединений РККА, ВМФ и НКВД СССР. Войсковые части и соединения, отличившиеся в ходе боёв с войсками вермахта и их союзников, были отмечены различными видами поощрений. Наиболее отличившиеся части и соединения были награждены орденами, отличившиеся при обороне или взятии населённых пунктов получили почётные наименования связанные с этим пунктами. Эти формы отличий вносились в именование частей и соединений (например 10-я Сталинградская ордена Ленина стрелковая дивизия внутренних войск НКВД СССР), но при этом их штатное расписание, состав или денежное довольствие военнослужащих не менялись.
183 отличившихся части и соединения получили статус «Гвардейских». Выход в «гвардию» сопровождался изменением штатного расписания (состава) части или соединения, а военнослужащие, кроме дополнения «гвардии» к званию (например, гвардии лейтенант), получали нагрудный знак «Гвардия» и дополнительное денежное довольствие (приказ Наркома Обороны СССР от 28 мая 1942 года). Например, командный состав гвардейских авиационных частей получал полуторные оклады, а рядовой состав — двойные. Кроме этого, воины-гвардейцы после пребывания в госпиталях возвращались в свои гвардейские части. Сами гвардейские части и соединения получали гвардейские знамёна (приказы Наркома Обороны СССР №308 от 18 сентября 1941 года и Наркома ВМФ №10 от 18 января 1942 года, для гвардейских корпусов и армий — приказом Наркома Обороны СССР №232 от 16 июня 1943 года).

## Список
| Танковые полки                                                            |                                                                     |                                              |                 |                                                     |
| 55-й отдельный танковый полк                                              | 41-й гвардейский танковый полк                                      | полковник Ази Агадович Асланов               | 26 декабря 1942 | переформирован в 35-ю гв тбр                        |
| 158-й отдельный танковый полк                                             | 42-й гвардейский танковый полк                                      | подполковник Фёдор Васильевич Чёрный         | 26 декабря 1942 | переформирован в 36-ю гв тбр                        |
| 77-й отдельный танковый полк                                              | 52-й гвардейский танковый полк                                      | подполковник Валентин Петрович Карпов        | 9 января 1943   | переформирован в 24-ю гв тбр                        |
| 78-й отдельный танковый полк                                              | 53-й гвардейский танковый полк                                      | подполковник Василий Георгиевич Гусев        | 9 января 1943   | переформирован в 326-й гв тсап                      |
| 234-й отдельный танковый полк                                             | 56-й гвардейский танковый полк                                      | подполковник Дмитрий Аверьянович Зуев        | 7 февраля 1943  | переформирован в 327-й гв тсап                      |
| Мотоциклетные полки                                                       |                                                                     |                                              |                 |                                                     |
| 8-й отдельный мотоциклетный полк                                          | 3-й гвардейский мотоциклетный полк                                  | подполковник Пётр Алексеевич Белик           | 17 февраля 1943 | завершил участие в боевых действиях 9 мая 1945      |
| Артиллерийские полки                                                      |                                                                     |                                              |                 |                                                     |
| 156-й гаубичный артллерийский полк                                        | 109-й гвардейский армейский пушечный артллерийский полк             | подполковник Василий Николаевич Игнатьев     | 1 марта 1943    | обращён на формирование 45-я гв апабр               |
| 648-й армейский артиллерийский полк                                       | 110-й гвардейский армейский пушечный артиллерийский полк            | подполковник Иван Александрович Соколов      | 1 марта 1943    | обращён на формирование 44-я гв апабр               |
| 1111-й пушечный артллерийский полк                                        | 161-й гвардейский армейский пушечный артллерийский полк РГК         | подполковник Иван Михайлович Богушевич       | 1 марта 1943    | обращён на формирование 41-я гв апабр               |
| 671-й пушечный артиллерийский полк                                        | 170-й гвардейский пушечный артиллерийский полк                      | подполковник Антон Иванович Юргелович        | 1 марта 1943    | обращён на формирование 43-я гв апабр               |
| 1107-й пушечный артиллерийский полк                                       | 201-й гвардейский пушечный артиллерийский полк                      | подполковник Виктор Макарович Жагала         | 2 августа 1942  | завершил участие в боевых действиях 3 мая 1945      |
| 1166-й пушечный артиллерийский полк                                       | 205-й гвардейский артиллерийский полк                               | подполковник Николай Григорьевич Ушаков      | 1 марта 1943    | обращён на формирование 1-й гв пабр                 |
| 38-й пушечный артиллерийский полк                                         | 215-й гвардейский пушечный артиллерийский полк                      | майор Владимир Ильич Объектов                | 7 марта 1943    | завершил участие в боевых действиях 9 мая 1945      |
| 129-й пушечный артиллерийский полк                                        | 216-й гвардейский пушечный артиллерийский полк                      | майор Владимир Кириллович Михайловский       | 7 марта 1943    | завершил участие в боевых действиях 9 мая 1945      |
| 1108-й пушечный артиллерийский полк                                       | 261-й гвардейский артиллерийский полк                               | подполковник Дмитрий Георгиевич Лукьянов     | 20 апреля 1943  | завершил участие в боевых действиях 3 мая 1945      |
| 275-й гаубичный артиллерийский полк                                       | 169-й гвардейский гаубичный артиллерийский полк                     | подполковник Алексей Иванович Телегин        | 1 марта 1943    | завершил участие в боевых действиях 11 мая 1945     |
| 498-й гаубичный артиллерийский полк                                       | 203-й гвардейский гаубичный артиллерийский полк                     | полковник Иван Васильевич Левин              | 1 марта 1943    | завершил участие в боевых действиях 11 мая 1945     |
| 135-й гаубичный артиллерийский полк                                       | 204-й гвардейский гаубичный артиллерийский полк                     | подполковник Павел Григорьевич Ларионов      | 1 марта 1943    | завершил участие в боевых действиях 9 мая 1945      |
| 272-й гаубичный артиллерийский полк                                       | 207-й гвардейский гаубичный артиллерийский полк                     | подполковник Григорий Савельевич Ханович     | 1 марта 1943    | завершил участие в боевых действиях 9 мая 1945      |
| 138-й гаубичный артиллерийский полк                                       | 212-й гвардейский гаубичный артиллерийский полк                     | подполковник Степан Николаевич Беляев        | 7 марта 1943    | завершил участие в боевых действиях 3 сентября 1945 |
| 206-й гаубичный артиллерийский полк                                       | 213-й гвардейский гаубичный артиллерийский полк                     | подполковник Л. А. Козак                     | 7 марта 1943    | завершил участие в боевых действиях 3 сентября 1945 |
| 265-й гаубичный артиллерийский полк                                       | 214-й гвардейский гаубичный артиллерийский полк                     | майор Иван Васильевич Покас                  | 7 марта 1943    | завершил участие в боевых действиях 3 сентября 1945 |
| 1103-й пушечный артиллерийский полк                                       | 217-й гвардейский пушечный артиллерийский полк                      | подполковник Прокофий Данилович Нестеренко   | 20 июня 1943    | завершил участие в боевых действиях 9 мая 1945      |
| 1102-й пушечный артиллерийский полк                                       | 222-й гвардейский пушечный артиллерийский полк                      | полковник Борис Никитович Борисенко          | 20 июня 1943    | завершил участие в боевых действиях 3 сентября 1945 |
| 468-й лёгкий артиллерийский полк                                          | 167-й гвардейский лёгкий артиллерийский полк                        | подполковник Александр Андреевич Бутко       | 1 марта 1943    |                                                     |
| 338-й лёгкий артиллерийский полк                                          | 168-й гвардейский лёгкий артиллерийский полк                        | подполковник Юрий Валентинович Виноградов    | 1 марта 1943    |                                                     |
| 501-й лёгкий артиллерийский полк                                          | 200-й гвардейский лёгкий артиллерийский полк                        | подполковник Юрий Ильич Артёменко            | 1 марта 1943    |                                                     |
| 381-й лёгкий артиллерийский полк                                          | 202-й гвардейский лёгкий артиллерийский полк                        | майор Виктор Михайлович Лебедев              | 1 марта 1943    |                                                     |
| 1189-й лёгкий артиллерийский полк                                         | 206-й гвардейский лёгкий артиллерийский полк                        | подполковник Карл Антонович Щербо            | 1 марта 1943    |                                                     |
| 288-й лёгкий артиллерийский полк                                          | 208-й гвардейский лёгкий артиллерийский полк                        | майор Андрей Иванович Щербак                 | 1 марта 1943    |                                                     |
| 368-й лёгкий артиллерийский полк                                          | 209-й гвардейский лёгкий артиллерийский полк                        | майор Вениамин Кузьмич Торохов               | 1 марта 1943    |                                                     |
| 397-й лёгкий артиллерийский полк                                          | 218-й гвардейский лёгкий артиллерийский полк                        | майор Николай Семёнович Кошелевич            | 20 июня 1943    |                                                     |
| 391-й лёгкий артиллерийский полк                                          | 219-й гвардейский лёгкий артиллерийский полк                        | подполковник Емельян Кириллович Юхимик       | 20 июня 1943    |                                                     |
| 482-й истребительно-противотанковый артиллерийский полк                   | 101-й гвардейский истребительно-противотанковый артиллерийский полк | майор Николай Иванович Соловей               | 18 декабря 1942 |                                                     |
| 481-й истребительно-противотанковый полк РГК                              | 102-й гвардейский истребительно-противотанковый полк РГК            | подполковник Василий Григорьевич Поляков     | 20 июня 1943    |                                                     |
| 1241-й истребительно-противотанковый полк РГК                             | 105-й гвардейский истребительно-противотанковый полк РГК            | полковник Григорий Иванович Пересыпкин       | 20 июня 1943    |                                                     |
| 383-й истребительно-противотанковый полк РГК                              | 107-й гвардейский истребительно-противотанковый полк РГК            | майор Иван Фёдорович Парий                   | 20 июня 1943    |                                                     |
| 186-й истребительно-противотанковый полк РГК                              | 114-й гвардейский истребительно-противотанковый полк РГК            | полковник Михаил Александрович Кудряшев      | 1 марта 1943    |                                                     |
| 500-й истребительно-противотанковый полк РГК                              | 115-й гвардейский истребительно-противотанковый полк РГК            | подполковник Дмитрий Сергеевич Ветошин       | 1 марта 1943    |                                                     |
| 502-й истребительно-противотанковый полк РГК                              | 220-й гвардейский истребительно-противотанковый полк РГК            | подполковник Фарман Зюльфигарович Бабаев     | 20 июня 1943    |                                                     |
| 603-й зенитно-артиллерийски полк                                          | 77-й гвардейский зенитно-артиллерийски полк                         | майор Виталий Владимирович Леохновский       | 15 января 1943  |                                                     |
| 266-й зенитно-артиллерийски полк                                          | 80-й гвардейский зенитно-артиллерийски полк                         | майор Семён Григорьевич Дземешкевич          | 8 декабря 1942  |                                                     |
| 278-й зенитно-артиллерийски полк                                          | 160-й гвардейский зенитно-артиллерийски полк                        | подполковник Пётр Павлович Паркин            | 7 марта 1943    |                                                     |
| 1261-й зенитно-артиллерийски полк                                         | 162-й гвардейский зенитно-артиллерийски полк                        | подполковник Виктор Николаевич Воздвиженский | 1 марта 1943    |                                                     |
| 722-й зенитно-артиллерийски полк                                          | 166-й гвардейский зенитно-артиллерийски полк                        | подполковник Коновод, Агей Данилович         | 7 марта 1943    |                                                     |
| 242-й зенитно-артиллерийский полк                                         | 221-й гвардейский зенитно-артиллерийский полк                       | полковник Савелий Фёдорович Чаповский        | 20 июня 1943    |                                                     |
| 114-й миномётный полк                                                     | 114-й гвардейский миномётный полк                                   | подполковник Геворг Рустанович Мирзоян       | 3 марта 1943    |                                                     |
| 136-й минометный полк                                                     | 136-й гвардейский минометный полк                                   | подполковник Сергей Иванович Кращенко        | 19 июня 1943    |                                                     |
| 143-й минометный полк                                                     | 143-й гвардейский минометный полк                                   | подполковник Иван Романович Олейник          | 20 июня 1943    |                                                     |
| Истребительные авиационные полки                                          |                                                                     |                                              |                 |                                                     |
| 180-й истребительный авиационный полк                                     | 30-й гвардейский истребительный авиационный полк                    | майор И. М. Хлусович                         | 21 ноября 1942  |                                                     |
| 273-й истребительный авиационный полк                                     | 31-й гвардейский истребительный авиационный полк                    | майор И. П. Суворов                          | 22 ноября 1942  |                                                     |
| 434-й истребительный авиационный полк                                     | 32-й гвардейский истребительный авиационный полк                    | майор И. И. Клещёв                           | 22 ноября 1942  |                                                     |
| 629-й истребительный авиационный полк                                     | 38-й гвардейский истребительный авиационный полк                    | майор В. Г. Каменьщиков                      | 7 апреля 1943   |                                                     |
| 731-й истребительный авиационный полк                                     | 39-й гвардейский истребительный авиационный полк                    | подполковник Д. К. Лешко                     | 7 апреля 1943   |                                                     |
| 512-й истребительный авиационный полк                                     | 53-й гвардейский истребительный авиационный полк                    | майор И. П. Моторный                         | 3 февраля 1943  |                                                     |
| 237-й истребительный авиационный полк                                     | 54-й гвардейский истребительный авиационный полк                    | майор Е. П. Мельников                        | 3 февраля 1943  |                                                     |
| 581-й истребительный авиационный полк                                     | 55-й гвардейский истребительный авиационный полк                    | майор В. И. Шишкин                           | 3 февраля 1943  |                                                     |
| 520-й истребительный авиационный полк                                     | 56-й гвардейский истребительный авиационный полк                    | подполковник С. Н. Чирва                     | 8 февраля 1943  |                                                     |
| 296-й истребительный авиационный полк                                     | 73-й гвардейский истребительный авиационный полк                    | подполковник Н. И. Баранов                   | 18 марта 1943   |                                                     |
| 572-й истребительный авиационный полк                                     | 83-й гвардейский истребительный авиационный полк                    | майор Н. М. Чагин                            | 7 апреля 1943   |                                                     |
| 788-й истребительный авиационный полк                                     | 84-й гвардейский истребительный авиационный полк                    | майор П. Е. Стебловский                      | 7 апреля 1943   |                                                     |
| Штурмовые авиационные полки                                               |                                                                     |                                              |                 |                                                     |
| 285-й штурмовой авиационный полк                                          | 58-й гвардейский штурмовой авиационный полк                         | майор Е. П. Коваль                           | 8 февраля 1943  |                                                     |
| 688-й штурмовой авиационный полк                                          | 59-й гвардейский штурмовой авиационный полк                         | капитан М. Г. Скляров                        | 8 февраля 1943  |                                                     |
| 504-й штурмовой авиационный полк                                          | 74-й гвардейский штурмовой авиационный полк                         | майор С. Д. Прутков                          | 18 марта 1943   |                                                     |
| 505-й штурмовой авиационный полк                                          | 75-й гвардейский штурмовой авиационный полк                         | майор Н. Ф. Ляховский                        | 18 марта 1943   |                                                     |
| 225-й штурмовой авиационный полк                                          | 76-й гвардейский штурмовой авиационный полк                         | майор В. С. Семёнов                          | 18 марта 1943   |                                                     |
| 243-й штурмовой авиационный полк                                          | 78-й гвардейский штурмовой авиационный полк                         | майор А. Г. Наконечников                     | 18 марта 1943   |                                                     |
| 313-й штурмовой авиационный полк                                          | 79-й гвардейский штурмовой авиационный полк                         | майор В. Е. Неделько                         | 18 марта 1943   |                                                     |
| 808-й штурмовой авиационный полк                                          | 93-й гвардейский штурмовой авиационный полк                         | майор И. Т. Красночубенко                    | 7 мая 1943      |                                                     |
| 843-й штурмовой авиационный полк                                          | 94-й гвардейский штурмовой авиационный полк                         | майор И. В. Шаматов                          | 7 мая 1943      |                                                     |
| 950-й штурмовой авиационный полк                                          | 95-й гвардейский штурмовой авиационный полк                         | майор П. Ф. Федотов                          | 7 мая 1943      |                                                     |
| 6-й штурмовой авиационный полк                                            | 85-й гвардейский штурмовой авиационный полк                         | подполковник И. П. Залесский                 | 9 апреля 1943   |                                                     |
| Бомбардировочные авиационные полки                                        |                                                                     |                                              |                 |                                                     |
| 150-й бомбардировочный авиационный полк                                   | 35-й гвардейский бомбардировочный авиационный полк                  | майор В. А. Новиков                          | 22 ноября 1942  |                                                     |
| 99-й бомбардировочный авиационный полк                                    | 96-й гвардейский бомбардировочный авиационный полк                  | полковник А. Ю. Якобсон                      | 17 июня 1943    |                                                     |
| Ночные бомбардировочные авиационные полки                                 |                                                                     |                                              |                 |                                                     |
| 709-й ночной бомбардировочный авиационный полк                            | 25-й гвардейский ночной бомбардировочный авиационный полк           | майор М. Г. Хороших                          | 22 ноября 1942  |                                                     |
| 702-й ночной бомбардировочный авиационный полк                            | 44-й гвардейский ночной бомбардировочный авиационный полк           | капитан С. А. Киселёв                        | 8 февраля 1943  |                                                     |
| 901-й ночной бомбардировочный авиационный полк                            | 45-й гвардейский ночной бомбардировочный авиационный полк           | майор А. А. Меняев                           | 8 февраля 1943  |                                                     |
| 596-й ночной бомбардировочный авиационный полк                            | 60-й гвардейский ночной бомбардировочный авиационный полк           | майор А. А. Оводов                           | 8 февраля 1943  |                                                     |
| 621-й ночной бомбардировочный авиационный полк                            | 61-й гвардейский ночной бомбардировочный авиационный полк           | подполковник Н. Г. Свистунов                 | 6 февраля 1943  |                                                     |
| 969-й ночной бомбардировочный авиационный полк                            | 77-й гвардейский ночной бомбардировочный авиационный полк           | майор В. С. Слесаренко                       | 18 марта 1943   |                                                     |
| 734-й ночной бомбардировочный авиационный полк                            | 97-й гвардейский ночной бомбардировочный авиационный полк           | майор А. В. Стяжков                          | 17 июня 1943    |                                                     |
| Дальнебомбардировочные авиационные полки                                  |                                                                     |                                              |                 |                                                     |
| 4-й дальнебомбардировочный авиационный полк                               | 6-й гвардейский дальнебомбардировочный авиационный полк             | подполковник С. И. Чемоданов                 | 25 марта 1943   |                                                     |
| 751-й дальнебомбардировочный авиационный полк                             | 8-й гвардейский дальнебомбардировочный авиационный полк             | подполковник В. Г. Тихонов                   | 25 марта 1943   |                                                     |
| 749-й дальнебомбардировочный авиационный полк                             | 9-й гвардейский дальнебомбардировочный авиационный полк             | подполковник И. М. Зайкин                    | 6 марта 1943    |                                                     |
| 752-й дальнебомбардировочный авиационный полк                             | 10-й гвардейский дальнебомбардировочный авиационный полк            | подполковник И. Н. Бровко                    | 26 марта 1943   |                                                     |
| 14-й дальнебомбардировочный авиационный полк                              | 11-й гвардейский дальнебомбардировочный авиационный полк            | майор Б. В. Блинов                           | 26 марта 1943   |                                                     |
| 103-й дальнебомбардировочный авиационный полк                             | 12-й гвардейский дальнебомбардировочный авиационный полк            | подполковник Г. Д. Божко                     | 26 марта 1943   |                                                     |
| Авиационные полки дальних разведчиков Главного командования Красной Армии |                                                                     |                                              |                 |                                                     |
| 40-й драп ГК КА                                                           | 48-й гвардейский авиационный полк дальних разведчиков ГК КА         | подполковник П. М. Садов                     | 8 февраля 1943  |                                                     |
| 4-й драп ГК КА                                                            | 98-й гвардейский авиационный полк дальних разведчиков ГК КА         | подполковник Б. П. Артемьев                  | 17 июня 1943    |                                                     |
| Авиационные полки Гражданского Воздушного флота                           |                                                                     |                                              |                 |                                                     |
| 7-й отдельный ап ГВФ                                                      | 87-й гвардейский ап ГВФ                                             | подполковник Ш. Л. Чанкотадзе                | 1 мая 1943      |                                                     |
| Дивизионы и батальоны                                                     |                                                                     |                                              |                 |                                                     |
| 1-й дивизион бронекатеров ВлВФ                                            | 1-й гвардейский дивизион бронекатеров ВлВФ                          | капитан 3-го ранга С. П. Лысенко             | 1 марта 1943    |                                                     |
| 2-й дивизион бронекатеров ВлВФ                                            | 2-й гвардейский дивизион бронекатеров ВлВФ                          | капитан-лейтенант А. И. Песков               | 1 марта 1943    |                                                     |
| 816-й разведывательно-артиллерийский дивизион                             | 14-й гвардейский разведывательно-артиллерийский дивизион            | инженер-капитан Н. С. Кузнецов               | 10 марта 1943   |                                                     |
| 709-й разведывательно-артиллерийский дивизион                             | 15-й гвардейский разведывательно-артиллерийский дивизион            | майор А. В. Добросольцев                     | 10 марта 1943   |                                                     |
| 619-й разведывательно-артиллерийский дивизион                             | 21-й гвардейский разведывательно-артиллерийский дивизион            | капитан А. Ф. Иванов                         | 7 марта 1943    |                                                     |
| 788-й разведывательно-артиллерийский дивизион                             | 27-й гвардейский разведывательно-артиллерийский дивизион            | капитан П. В. Тяжев                          | 18 ноября 1942  |                                                     |
| 307-й отдельный зенитно-артиллерийский дивизион                           | 13-й гвардейский отдельный зенитно-артиллерийский дивизион          | капитан Е. А. Яковенко                       | 14 февраля 1943 |                                                     |
| 119-й моторизованый инженерный батальон                                   | 3-й гвардейский моторизованый инженерный батальон                   | майор А. М. Трахтенберг                      | 1 апреля 1943   |                                                     |

### Комментарии
1. ↑  Встречается вариант 671-й гаубичный артиллерийский полк. В «Перечне № 13» используется вариант 671-й пушечный (гаубичный) артиллерийский полк[7]
2. ↑  Переформирован из 498 иптап[8]